# Tomás Rapetti
Tomás Rapetti (Argentina, 3 de abril de 2005) es un jugador profesional argentino de rugby que se desempeña en la posición de pilar derecho en Pampas, equipo perteneciente a la liga Super Rugby Américas.

## Carrera
Rapetti comenzó su carrera deportiva con el equipo Alumni (2022-2024), luego pasó a Pampas, disputando su primera temporada en la Super Rugby Américas. También es parte de la Selección juvenil de rugby de Argentina.